# Hispellinus callicanthus
Hispellinus callicanthus es una especie de insecto coleóptero de la familia Chrysomelidae.
Fue descrita científicamente en 1939 por Gressitt.